# Procampylaspis halei
Procampylaspis halei är en kräftdjursart som beskrevs av Jordi Corbera 2000. Procampylaspis halei ingår i släktet Procampylaspis och familjen Nannastacidae. Inga underarter finns listade i Catalogue of Life.